# زير راه (أبو الفارس)
زير راه (بالفارسية: زیرراه) هي منطقة سكنية تقع في إيران في قسم أبو الفارس الريفي. يقدر عدد سكانها بـ 124 نسمة بحسب إحصاء 2016.